# Pierre Meyrat (pilote automobile)
Vous pouvez aider à l'améliorer ou bien discuter des problèmes sur sa page de discussion.
- Il ne cite pas suffisamment ses sources. Vous pouvez indiquer les passages à sourcer avec {{référence nécessaire}} ou {{Référence souhaitée}}, et inclure les références utiles en les liant aux notes de bas de page. (Marqué depuis avril 2024)
- Certaines informations devraient être mieux reliées aux sources mentionnées dans la bibliographie ou les liens externes. Améliorez sa vérifiabilité en les associant par des références. (Marqué depuis avril 2024)

- Archive Wikiwix
- Bing
- Cairn
- DuckDuckGo
- E. Universalis
- Gallica
- Google
- G. Books
- G. News
- G. Scholar
- Persée
- Qwant
- (zh) Baidu
- (ru) Yandex

Pour les articles homonymes, voir Pierre Meyrat et Meyrat.

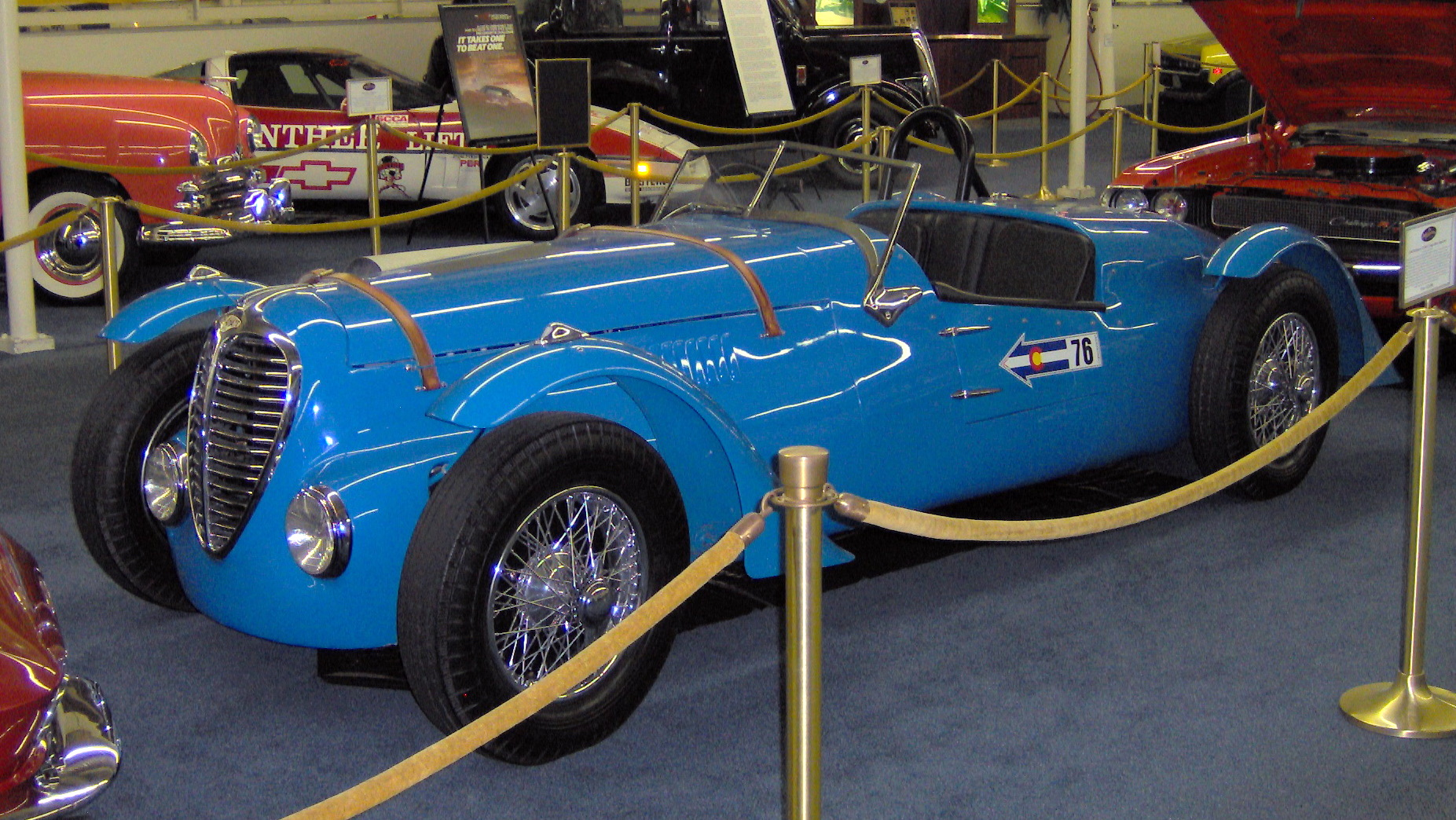
Delahaye 135MS Compétition Roadster de 1949, engagée au Mans (Imperial Palace Auto Collections, Las Vegas (NV)).

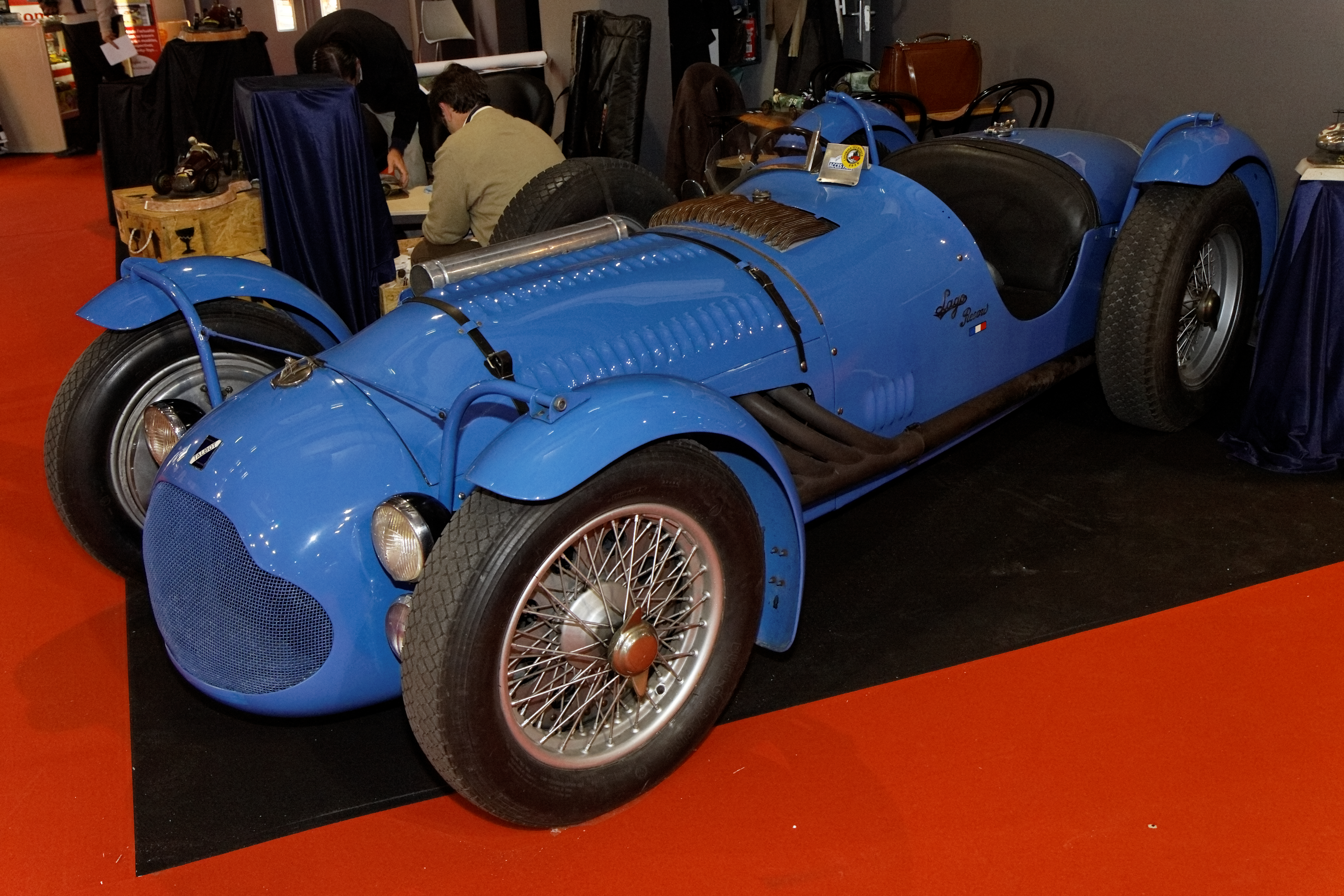
Une Talbot-Lago T26 GS, type Le Mans.

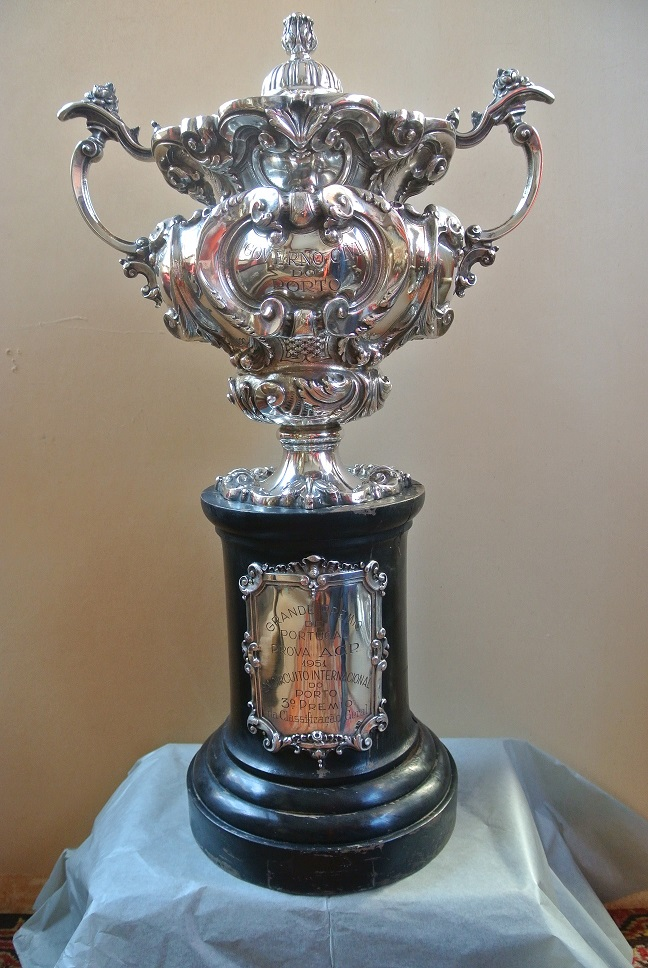
Coupe du Grand Prix Portugal 1951 - 3e place - attribuée à Pierre Meyrat

Pierre Louis Fernand Meyrat, né le 16 octobre 1916 à Tulle (Corrèze) et mort le 13 octobre 1969 à Saint-Émilion (Gironde) à 52 ans, est un pilote automobile français sur circuits.

## Biographie
Diplômé de l'école supérieure de commerce de Toulouse, il fut membre de la Solidarité française et PSF. Mobilisé en septembre 1939 comme seconde classe au bataillon de l'Air 129. Démobilisé en juillet 1940. Il reprend son poste de co-directeur de l'usine Meyrat-Artigues & Sudré (fabrication de poignées de porte), que son père avait fondée. 
Chef-adjoint du 4ème Service du SOL (adhère le 8 mai 1942) puis de la Milice, dont il démissionne le 5 mars 1943
Détenu à la prison Saint-Michel durant un mois (arrêté par le SD le 6 février 1944), car sa voiture, aux mains du maquis, avait servi à un acte de terrorisme. Connaissant bien plusieurs membres de la Résistance, il garde le silence. Durant l'été 1944, il liquide ses stocks de carburant, et sabote son matériel roulant, afin qu'ils échappent à la réquisition. 
Jugé le 26 février 1945 par la Chambre civique du Lot, il est condamné à une peine d'indignité nationale. Dès 1947, il se lance dans le sport automobile, où il fit une carrière brillante. Il tenait dans les années 1950 un garage Simca à Cahors (qu'il revend en 1958). Fut maire de Saint-Émilion de 1967 à sa mort. 
Il fit carrière en sport automobile de 1947 (Grand Prix des Frontières, au mois de mai) à 1957 (24 Heures du Mans).
Il termina deuxième des 24 Heures du Mans en 1950  (sur Talbot-Lago Monoplace Décalée 4.5L. I6) et 1951 (sur Talbot-Lago T26 GS 4.5L I6) alors avec ses propres voitures en compagnie de  Guy Mairesse (ainsi que 5e en 1949 lors de la première édition de l'après-guerre, sur Delahaye 135CS elle aussi privée avec Robert Brunet, vainqueurs de classe S5.0) . En six participations mancelles entre 1949 et 1956, il engagea personnellement cinq véhicules, dont la Ferrari 196 S TR de Fernand Tavano à sa dernière apparition. Auparavant il avait piloté à quatre reprises des Talbot-Lago. 
Sur d'autres voitures des sport, il finit également troisième du Grand Prix du Portugal au Circuit de Boavista (Porto) en 1951 (sur Talbot-Lago Spéciale, longueur 7 775 km), 5e des Coupes du Salon en 1951 sur Talbot-Lago Spéciale (à Montlhéry), 7e des 12 Heures de Paris en 1948 sur Delahaye 3.6L. avec Gaston Serraud, 8e du Grand Prix des Frontières en 1947 sur Delahaye 135CS, et plus tardivement 10e du GP de Bari en 1956 sur Ferrari 756 Monza 3L..
En monoplace type Formule 1 (première apparition après guerre au Grand Prix de Nimes en juin 1947), il fut encore troisième du Ve Grand Prix du Salon à Montlhéry  et quatrième du Grand Prix des Frontières en 1949, les deux fois hors championnat pour l'Écurie Lutetia sur Talbot-Lago T26C L6. Sa première apparirion dans les cinq premiers d'une épreuve avait été en août 1948, aux Grand Prix du Comminges avec sa Delahaye 135 S L 6 personnelle (5e). Son seul Grand Prix de France disputé (en 1947) lui vaut une huitième place avec son compatriote Maurice Varet, sur la Delahaye.